# Zeehanstroom
De Zeehanstroom is een zeestroom in de Indische Oceaan voor de kust van Australië.
Vanaf de Grote Australische Bocht stroomt langs de zuidkust van Australië de Zuid-Australiëstroom. Ter hoogte van de Straat Bass gaat de Zuid-Australiëstroom over in de Zeehanstroom. De zeestroomt vervolgt in zuidoostelijke richting langs de westkust van Tasmanië.

## Flora en fauna
De zeestroom stroomt door de mariene ecoregio Straat Bass.